# Farzad Farzaneh
Farzad Farzaneh, född 29 februari 1984 i Iran, är en svensk regissör, manusförfattare och tidigare programledare för Bolibompa i SVT.